# Anthony Washington
Anthony Washington (ur. 16 stycznia 1966 w Glasgow w stanie Montana) – amerykański lekkoatleta, specjalizujący się głównie w rzucie dyskiem.
W 1999 w Sewilli został mistrzem świata. Do jego osiągnięć należą również dwa złote medale Igrzysk Panamerykańskich (1991, 1999). Na Igrzyskach Olimpijskich w Barcelonie w 1992 zajął 12. miejsce, w Atlancie w 1996 był 4, a w Sydney w 2000 ponownie uplasował się 12. pozycji. Czterokrotnie był mistrzem USA (1991, 1993, 1996, 1999). Ma w swoim dorobku również srebrny medal Uniwersjady (Sheffield 1991). Dwukrotnie stawał na podium Finału Grand Prix IAAF (Londyn 1993 – 2. miejsce & Monachium 1999 – 3. miejsce). Zwycięzca konkursu rzutu dyskiem podczas Pucharu świata (Hawana 1992).
Swój rekord życiowy (71,14 m) ustanowił 22 maja 1996 w Salinas.